# Anaximenes von Lampsakos
Anaximenes von Lampsakos war ein antiker griechischer Rhetor und Geschichtsschreiber. Er lebte in der zweiten Hälfte des 4. Jahrhunderts v. Chr.
Anaximenes, Sohn des Aristokles, war ein Schüler des Kynikers Diogenes von Sinope. Er soll ein Gegner des Theopompos von Chios gewesen sein. Wahrscheinlich nahm er am Feldzug Alexanders des Großen gegen das Perserreich teil. Er soll Alexander davon abgebracht haben, Lampsakos wegen angeblicher Perserfreundlichkeit zu zerstören.
Anaximenes verfasste unter anderem Anklagereden und fingierte Reden als Lehrmittel. Er galt als hervorragender Redner, doch wurde ihm schon in der Antike ein Mangel an Tiefgründigkeit vorgeworfen. Wahrscheinlich war Anaximenes der Autor großer Teile der vermutlich im 1. Jahrhundert v. Chr. zusammengestellten Lehrschrift über die Rhetorik (Rhetorica ad Alexandrum), die lange Zeit Aristoteles zugeschrieben wurde.
Anaximenes verfasste auch mehrere historische Werke: eine griechische Geschichte (Hellenika) in 12 Büchern, die bis 362 v. Chr. reichte, eine Geschichte über Alexanders Vater Philipp II. (Philippika) in mindestens 8 Büchern sowie ein Werk über Alexander. Von den Geschichtswerken sind nur wenige Fragmente erhalten. Die Anzahl der Bücher der Alexandergeschichte ist nicht verlässlich überliefert; das Werk dürfte nach Felix Jacoby umfangreich gewesen sein. Anaximenes scheint Alexander in einem sehr positiven Licht dargestellt zu haben.
Die Alexandergeschichte hat nach Ansicht mancher Forscher keinen größeren Einfluss ausgeübt. Sicherlich waren aber die Geschichtswerke des Anaximenes durchaus recht bekannt, denn in Alexandria wurde er in den Kanon der zehn berühmtesten griechischen Historiker aufgenommen.

## Ausgaben
- Manfred Fuhrmann: Anaximenis Ars rhetorica quae vulgo fertur Aristotelis Ad Alexandrum. Teubner, Leipzig 1966. 2. Auflage Saur, München 2000, ISBN 3-598-71983-3 (grundlegende Textausgabe)
- Mary Frances Williams: Anaximenes of Lampsakos (72). In: Brill’s New Jacoby (mit englischer Übersetzung, Kommentar und umfassenden Literaturangaben).